# Viêm não do ve gây ra
 Viêm não do ve gây ra (TBE) là một bệnh truyền nhiễm do virus tấn công vào hệ thần kinh trung ương. Bệnh thường biểu hiện nhất là viêm màng não, viêm não hoặc viêm não màng não, để lại di chứng thần kinh kéo dài hoặc vĩnh viễn ở 10 đến 20% bệnh nhân mắc bệnh.
Số lượng các trường hợp được báo cáo đã gia tăng ở hầu hết các quốc gia. TBE đang đặt ra một thách thức liên quan đến sức khỏe đối với châu Âu, vì số ca mắc TBE ở người được báo cáo ở tất cả các khu vực châu Âu đã tăng gần 400% trong ba thập kỷ qua.
Virus viêm não do ve gây ra được biết là lây nhiễm một loạt vật chủ bao gồm động vật nhai lại, chim, động vật gặm nhấm, động vật ăn thịt, ngựa và con người. Bệnh cũng có thể lây từ động vật sang người, với động vật nhai lại và chó cung cấp nguồn lây nhiễm chính cho con người.
TBE, giống như bệnh Lyme, là một trong nhiều bệnh do ve gây ra.

## Dấu hiệu và triệu chứng
Bệnh thường xảy ra theo mô hình pha kép ở 72 đến 87% bệnh nhân và thời gian ủ bệnh trung bình là 8 ngày (khoảng, 4 đến 28 ngày) sau khi bị ve cắn. Các triệu chứng không đặc hiệu của sốt nhẹ, khó chịu, đau đầu, buồn nôn, nôn mửa và đau cơ có thể xuất hiện dưới dạng biểu hiện đầu tiên của bệnh và tự khỏi trong vòng 1 tuần. Sau tuần tiếp theo bệnh nhân có các triệu chứng thần kinh. Virus có thể dẫn đến các triệu chứng thần kinh kéo dài, viêm não, viêm màng não hoặc cả hai (viêm não màng não). Nhìn chung, tỷ lệ tử vong là 1% đến 2%, với các trường hợp tử vong xảy ra từ 5 đến 7 ngày sau khi xuất hiện các dấu hiệu thần kinh.
Ở chó, bệnh cũng có biểu hiện là rối loạn thần kinh với các dấu hiệu khác nhau từ run rẩy đến co giật và tử vong. Trong động vật nhai lại, bệnh thần kinh cũng xuất hiện, khiến vật chủ không ăn uống, xuất hiện triệu chứng mơ màng và phát triển các dấu hiệu hô hấp.

Triệu chứng nhiễm TBE

## Phòng ngừa

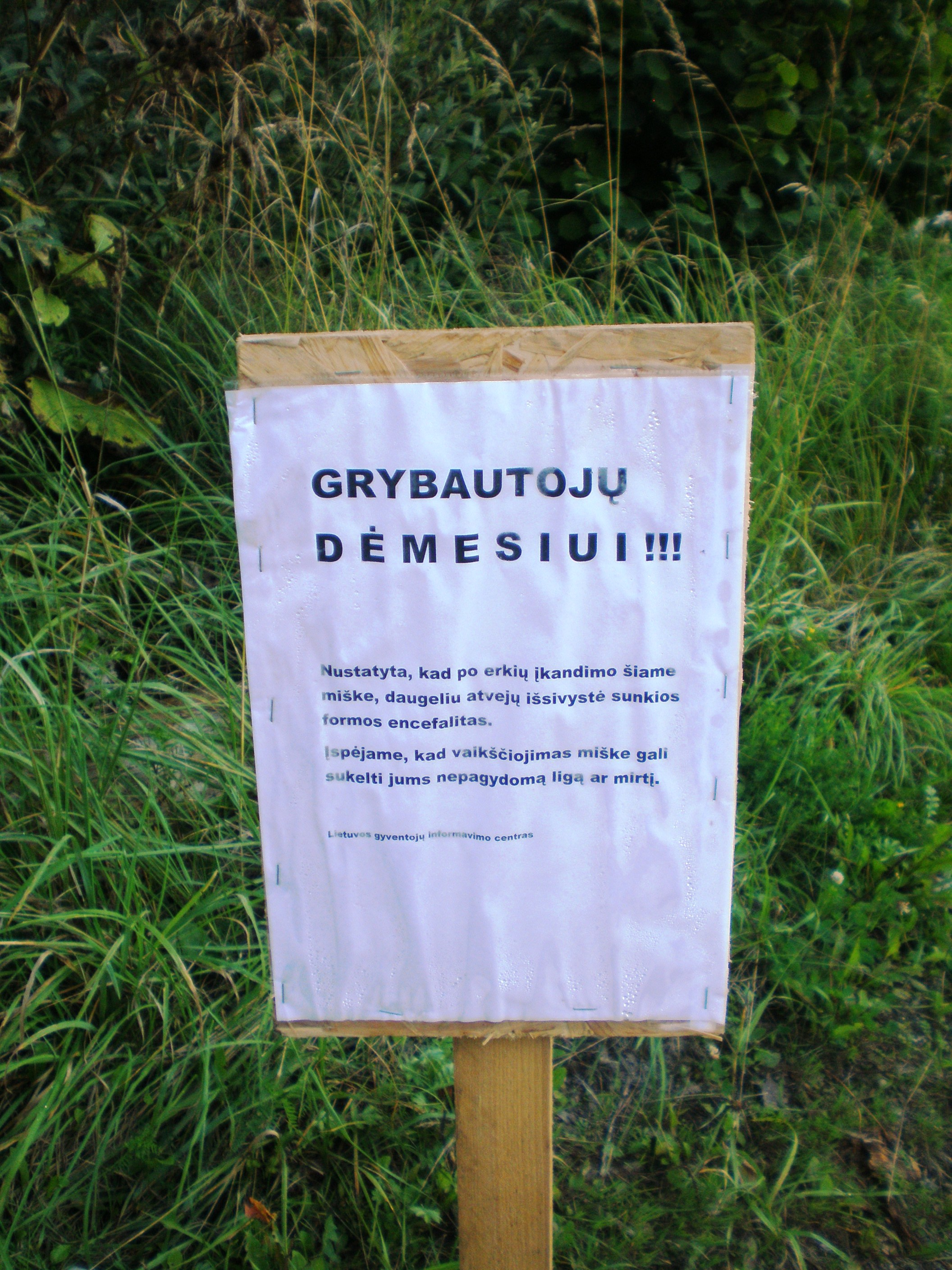
Bảng cảnh báo trong rừng Litva, đi vào rừng khả năng cao bị nhiễm bệnh viêm não do ve gây ra

Phòng ngừa bao gồm không đặc hiệu (phòng ngừa ve cắn, kiểm tra ve) và điều trị dự phòng cụ thể dưới hình thức tiêm chủng. Vắc-xin viêm não do ve gây ra rất hiệu quả và có sẵn ở nhiều khu vực có bệnh và tại các phòng khám du lịch. Tên thương mại của vắc-xin là Encepur N  và FSME-Immun CC.

## Điều trị
Bệnh không thể chữa được một khi đã biểu hiện, vì vậy không có liệu pháp điều trị cụ thể cho TBE. Tổn thương não có triệu chứng cần nhập viện và chăm sóc hỗ trợ dựa trên mức độ nghiêm trọng của hội chứng. Thuốc chống viêm, chẳng hạn như corticosteroid, có thể được xem xét trong các trường hợp cụ thể để giảm triệu chứng. Đặt nội khí quản và hỗ trợ hô hấp cũng là hướng điều trị cần thiết.